# テレフタル酸ジメチル
テレフタル酸ジメチル（テレフタルさんジメチル、Dimethyl terephthalate, DMT）は、ポリエチレンテレフタラートやポリトリメチレンテレフタラートといったポリエステルの合成に使われる、テレフタル酸とメタノールとのエステルである。ベンゼンのパラ位（1,4位）にメチルエステル基が結合した構造をしている。
不揮発性のテレフタル酸と比べ、テレフタル酸ジメチルは蒸留によって高純度化しやすい利点がある。高純度テレフタル酸 (Purified Terephthalic Acid, PTA) を生産する際の中間体とされるほか、エチレングリコールとエステル交換反応させることで直接ポリエチレンテレフタラートの生産にも使われる。これは可逆反応のため、重合度を高めたいときは副生するメタノールを除去すればよい。